# Schwetzingen (stacja kolejowa)
Schwetzingen (niem.: Bahnhof Schwetzingen) – stacja kolejowa w Schwetzingen, w kraju związkowym Badenia-Wirtembergia, w Niemczech. Według DB Station&Service ma kategorię 4. Znajduje się na linii Mannheim – Rastatt.

## Linie kolejowe
- Linia Mannheim – Rastatt
- Linia Mannheim-Friedrichsfeld – Schwetzingen
- Linia Heidelberg – Speyer

## Połączenia
| Rodzaj pociągu | Trasa | Takt                                                                 |
| -------------- | --- | -------------------------------------------------------------------- |
| RB             | Karlsruhe Hbf – Graben-Neudorf – Waghäusel – Hockenheim – Schwetzingen – Mannheim Hbf – Mannheim-Waldhof – Lampertheim – Biblis | godzinny (pojedyncze pociągi w odstępach 30 min w godzinach szczytu) |
| RE             | Karlsruhe Hbf – Graben-Neudorf – Waghäusel – Hockenheim – Schwetzingen – Mannheim Hbf                                           | pojedyncze pociągi w godzinach szczytu                               |